# ميدالية جيمس كريغ واتسون

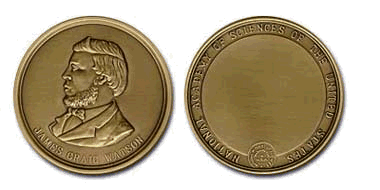
وسام جيمس كريج واتسون

تم إنشاء ميدالية جيمس كريج واتسون من قبل وصية جيمس كريج واتسون ، ويتم منحها كل 1-4 سنوات من قبل الأكاديمية الوطنية الأمريكية للعلوم للمساهمين في علم الفلك .

## المستلمون
المستلمين للجائزة عبر السنوات الماضية هم كما في الجدول التالي :
| السنة | الإسم                                 | الصورة | الإنجاز |
| ----- | ------------------------------------- | ------ | --- |
| 2020  | ليزا كولي                             |        | "لمساهماتها الأساسية في فهمنا لتصادمات المجرات، والوفرة الكيميائية الكونية، وطاقة المجرات، وتاريخ تشكل النجوم للمجرات من خلال توضيح العمليات الرئيسية في المجرات المكونة للنجوم، بما في ذلك الفيزياء السهمية، والتراكم بواسطة الثقوب السوداء الهائلة، وإثراء الأكسجين . "                                                                    |
| 2018  | ايوين فان ديشويك                      |        | "رائدًا عالميًا في مجالات علم الفلك الجزيئي والكيمياء الفلكية، يستخدم Van Dishoeck الملاحظات والنظرية والتجارب لشرح السمات التطورية التي تؤدي إلى تكوين النجوم والكواكب من الغاز والغبار بين النجوم، وكذلك الأساس الكيميائي للأصل. من الحياة."                                                                                                 |
| 2016  | تيموثي إم براون (مخرج)                |        | "من أجل إنجازاته العلمية والتقنية الحكيمة التي كانت حاسمة في مجالات علم الشمس، وعلم الزهرة النجمية، ومجال التحليل الطيفي للكواكب الخارجية العابرة، ودوره الحاسم في مساعدة جيل جديد من العلماء والمرافق على النجاح." |
| 2014  | روبرت كيرشنر                          |        | "لعمله مع الطلاب باستخدام منحنيات ضوء المستعر الأعظم مثل الشموع المعيارية المعيارية، مما يوفر دليلاً على التوسع المتسارع للكون. الطاقة المظلمة المستنبطة من هذه النتيجة هي واحدة من أعمق ألغاز العلم الحديث." |
| 2012  | إرميا ب. أوستريكر                     |        | "لمساهماته الأساسية في نظرية الوسط بين النجوم وبين المجرات، ومحاكاته الكونية التي تساعد في إلقاء الضوء على تكوين وتطور البنية في الكون، ومساهمته النظرية في وجود هالات المادة المظلمة حول المجرات، وتفانيه في المجال العلمي. والمجتمعات الأكاديمية من خلال الخدمة كعميد، وباني مسح سلون الرقمي للسماء وكموجه لأجيال من علماء الفلك الشباب ". |
| 2010  | مارجريت جيلر                          |        | "لدورها في الاكتشافات النقدية المتعلقة ببنية الكون واسعة النطاق، لتحليلاتها الثاقبة للمجرات في مجموعات وعناقيد، وكونها نموذجًا في إرشاد العلماء الشباب." |
| 2007  | روك إم كاتري (مخرج)                   |        | "لعملهم الضخم في تطوير وإكمال مسح Two Micron All-Sky ، وبالتالي تمكين مجموعة متنوعة ومثيرة من الاستكشافات في علم الفلك والفيزياء الفلكية." |
| 2007  | مايكل ف. سكروتسكي (اقتباسًا عن روايته) |        | "لعملهم الضخم في تطوير وإكمال مسح Two Micron All-Sky ، وبالتالي تمكين مجموعة متنوعة ومثيرة من الاستكشافات في علم الفلك والفيزياء الفلكية." |
| 2004  | فيرا روبين                            |        | "من أجل ملاحظاتها الأساسية للمادة المظلمة في المجرات، والحركات النسبية واسعة النطاق للمجرات، ولتوجيهها السخي لعلماء الفلك الشباب، رجالًا ونساءً." |
| 2001  | ديفيد تود ويلكينسون                   |        | "للحصول على قياسات دقيقة وأنيقة بواسطة ويلكنسون وطلابه وطلابهم للإشعاع العالمي القريب من الجسم الأسود ولكنه غني بشكل رائع بأدلة التطور الكوني." |
| 1998  | يوجين شوميكر                          |        | "بالنسبة لأبحاثهم المضنية، التي أدت إلى اكتشاف أكثر من 800 كويكب و 32 مذنبًا، بما في ذلك الاكتشاف المشترك للمذنب شوميكر ليفي، لوحظ أول مذنب يصطدم بكوكب." |
| 1998  | كارولين شوميكر                        |        | "بالنسبة لأبحاثهم المضنية، التي أدت إلى اكتشاف أكثر من 800 كويكب و 32 مذنبًا، بما في ذلك الاكتشاف المشترك للمذنب شوميكر ليفي، لوحظ أول مذنب يصطدم بكوكب." |
| 1994  | ياسو تاناكا                           |        | "لقيادته في علم الفلك بالأشعة السينية منذ بدايتها، ودوره الحاسم في تمكين التعاون بين الولايات المتحدة واليابان في مهمة ASCA ، مثال جميل على التعاون الدولي في العلوم." |
| 1991  | مارتن شميت                            |        | "أول من أدرك المسافات واللمعان غير العاديين للمصادر شبه النجمية ورائد في استخدامها لاستكشاف الحدود الخارجية لكوننا." |
| 1986  | روبرت ب                               |        | "لعمله كمبتكر ومستغل للأدوات والتقنيات الجديدة التي فتحت لنا جميعًا مجالات جديدة كاملة من علم الفلك - التذبذبات الشمسية، ومسوحات الأشعة تحت الحمراء، والتلسكوبات المغزولة، وعواكس الموجات الملليمترية الكبيرة." |
| 1985  | كينت فورد                             |        | "لعمله في مجال تحسين الصورة وديناميكيات المجرات، والتي ساهمت بشكل كبير في توصيف المادة غير المرئية في المجرات." |
| 1982  | ستانتون جيه بيل                       |        | "لمساهماته في ديناميكيات أجسام النظام الشمسي، خاصةً بالنسبة للحسابات التي تؤدي إلى التنبؤ بالحركة البركانية على Io ، والتي تم التحقق منها بشكل كبير بواسطة Voyager Photography". |
| 1979  | تشارلز كوال                           |        | "لاكتشافاته الفلكية الجديرة بالملاحظة، ولا سيما عن شيرون وليدا والعديد من المستعرات الأعظمية." |
| 1975  | جيرالد موريس كليمنس                   |        | "لمسيرته الطويلة والمتميزة في علم الفلك الديناميكي وتصميمه المستقل على نظرية جديدة تمامًا وأكثر دقة لحركة المريخ." |
| 1972  | أندريه ديبريت (ذلك)                   |        | "تقديراً لحلّه لمشكلة حركة القمر حول الأرض من خلال تكيفه لآلات الحوسبة الحديثة مع العمليات الجبرية بدلاً من العمليات الحسابية." |
| 1969  | يورغن موسر                            |        | |
| 1966  | والاس جون إيكرت                       |        | "لمساهماته الرائدة في الحوسبة العلمية ونظرية حركة القمر." |
| 1965  | بول هيرجيت                            |        | "لإنجازاته العلمية في الميكانيكا السماوية وحساب المدار، وخاصة لإسهاماته في معرفة مدارات الكويكبات." |
| 1964  | فيليم جاكوب لويتن                     |        | "لمساهماته البارزة في فهم النجوم" القزم الأبيض ". |
| 1961  | أوتو هيكمان                           |        | |
| 1960  | يوسوكي هجيهارا                        |        | "تقديراً لمساهماته الجديرة بالملاحظة في علم الفلك." |
| 1957  | جورج فان بيسبروك                      |        | "لمساهماته الجديرة بالملاحظة في علم الفلك." |
| 1955  | تشيستر بيرلي واتس                     |        | |
| 1951  | هربرت رولو مورغان                     |        | "لمساهماته المتميزة في علم الفلك الأساسي، وبشكل أكثر تحديدًا تفسيره لملاحظات دائرة العبور." |
| 1948  | صموئيل ألفريد ميتشل                   |        | "من أجل ملاحظاته عن كسوف الشمس، ولا سيما الدراسة التفصيلية لطيف الكروموسفير والتي ساهمت بشكل خاص في معرفتنا بغلاف الشمس." |
| 1936  | إرنست ويليام براون                    |        | |
| 1929  | فيليم دي سيتر                         |        | "تقديرا لأبحاثه في علم الفلك". |
| 1924  | كارل شارلييه                          |        | "لمساهماته البارزة في العلوم الفلكية المتعلقة بحركة النجوم وتوزيعها، وفي الميكانيكا السماوية." |
| 1916  | أرمين أوتو ليشنر                      |        | "للمهارة والقدرة التي تظهر في الإشراف على إعداد طاولات كويكبات واتسون، بما في ذلك الأساليب الأصلية، والتي تؤدي إلى نتائج ذات قيمة للميكانيكا السماوية." |
| 1913  | يعقوب كورنيليوس كابتين                |        | "تقديراً لبحوثه الجريئة والثاقبة في مشكلة بنية الكون النجمي". |
| 1899  | ديفيد جيل                             |        | "لعمله في إتقان تطبيق مقياس الهليومتر على القياسات الفلكية، مما أدى إلى تقدم مهم في علم الفلك من الدقة، لا سيما في تحديد مناظر الشمس والنجوم وموقع الكواكب." |
| 1894  | سيث كارلو تشاندلر                     |        | "لأبحاثه حول اختلافات خطوط العرض." |
| 1891  | آرثر أويرز                            |        | "لأبحاثه في علم الفلك الفلكي، بما في ذلك الحد من ملاحظات برادلي". |
| 1889  | إدوارد شونفيلد                        |        | "من أجل خدماته في فهرسة النجوم المرئية في خطوط العرض لدينا ورسم خرائط لها، وخاصة في موقع Durchmusterung الجنوبي المنشور مؤخرًا." |
| 1887  | بنيامين أبثورب جولد                   |        | "لجهوده القيمة لما يقرب من أربعين عامًا في تعزيز تقدم العلوم الفلكية." |

المصدر: الأكاديمية الوطنية للعلوم